# 8TV (Malaysia)

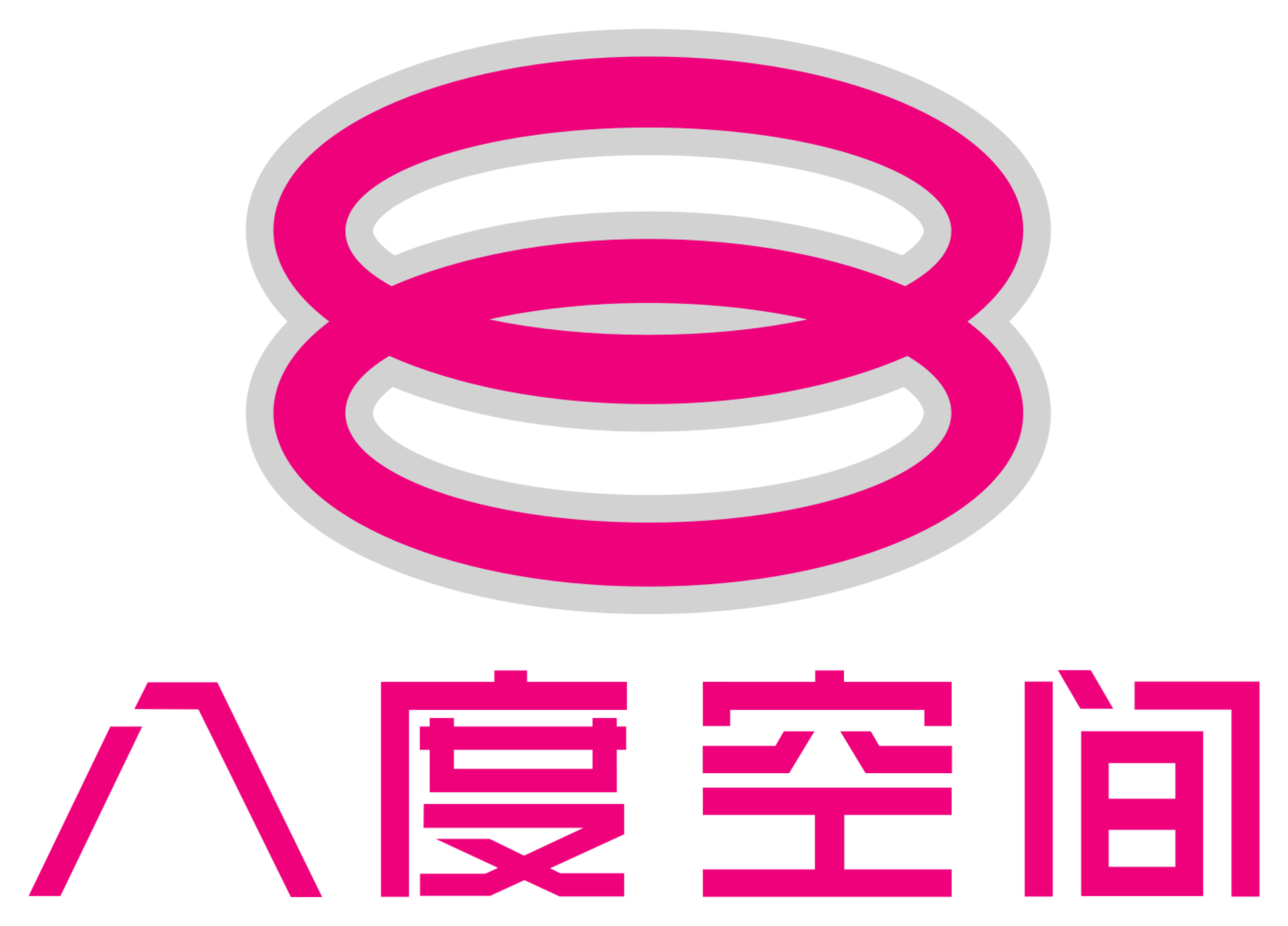
Logo

8TV este o televiziune privată din Malaysia, cunoscută anterior sub numele de Metrovision.

## Legături externe
- Site web oficial